# カウディウムの戦い
カウディウムの戦い（英語: Battle of Caudine Forks）は、第2次サムニウム戦争の間に紀元前321年に、共和政ローマとサムニウム人の間に起こった戦い。実際に戦闘があったわけではなく、行軍中のローマ軍がアペニン山脈中の隘路でサムニウム軍に包囲され、水を絶たれて降伏した。後世「カウディウムの屈辱」の名で知られ、ローマ軍が大敗したポエニ戦争のカンネーの戦いと並び、屈辱的な出来事として長くローマ人に記憶された。

## 背景

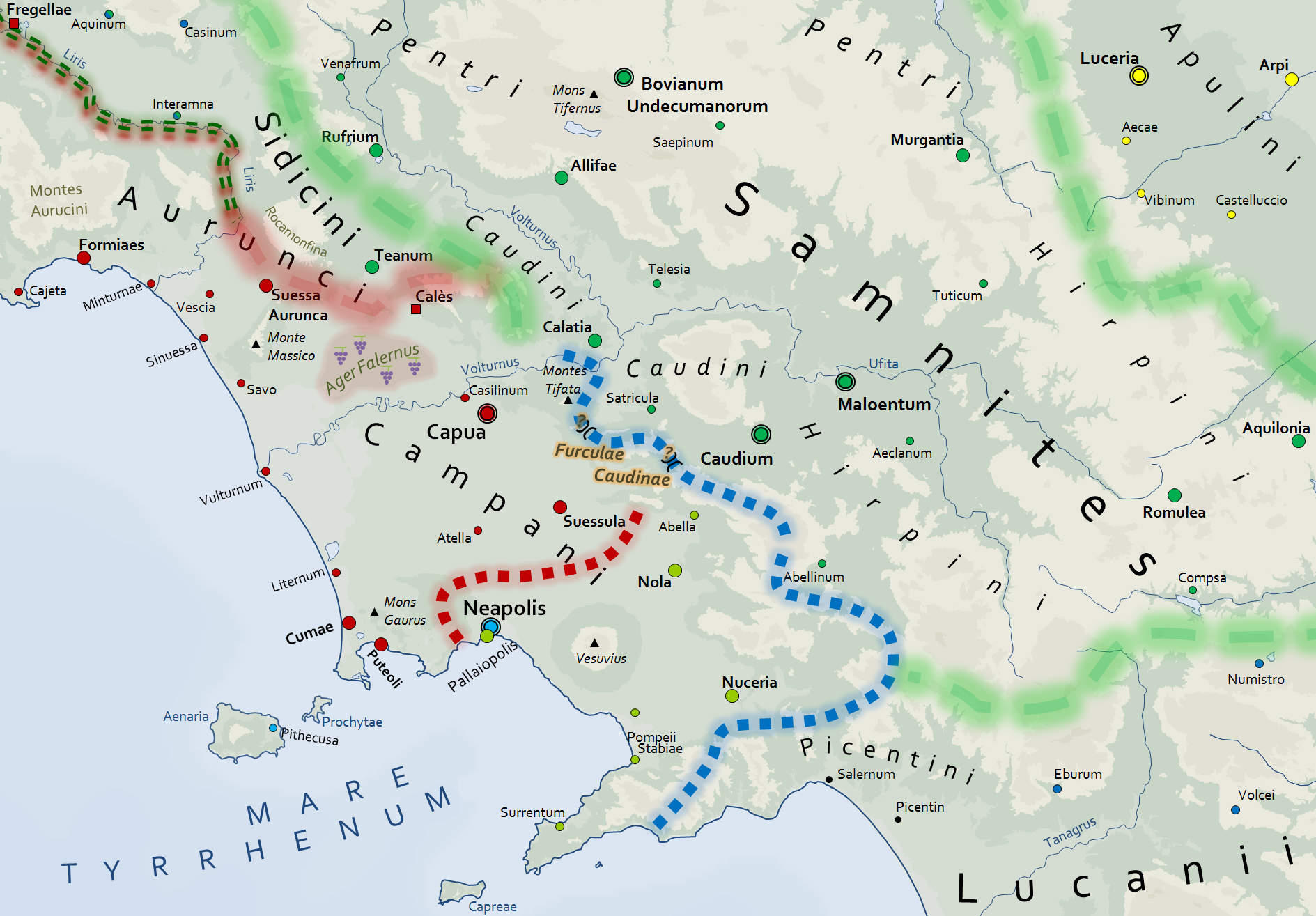
カウディウムの戦い当時の南イタリアの勢力図。赤がローマ、緑がサムニウム

紀元前4世紀ごろ、イタリア半島南部は三つの勢力に分かれていた。アペニン山脈の山岳地域に住むサムニウム人の勢力、沿岸部のギリシャ人植民市、平野部のカンパニア人勢力である。サムニウムの勢力圏が拡大してカンパニア人の領域と衝突し、カンパニア人の要請に応じてローマが介入してサムニウム戦争が勃発した。第1次サムニウム戦争（紀元前343年～紀元前341年）は一進一退のまま終結し、ローマはカプアを中心とするカンパニア地方を手に入れ、住民にラテン市民権を与えた。第1次サムニウム戦争後もカンパニア地方の緊張状態は続き、紀元前327年に再びサムニウム人とローマ人の間で紛争が起きて第2次サムニウム戦争が勃発した。

## カウディウムまで
紀元前321年、ローマ執政官のティトゥス・ウェトゥリウス・カルウィヌスとスプリウス・ポストゥミウス・アルビヌスは軍を率いてカラティア（カプアの南東10キロのアンパニア人の町）に駐屯していた。サムニウム軍の司令官ガイウス・ポンティウスはカラティアの山向こうのカウディウムに宿営していたが、ローマ軍がカラティアにいることを知ると兵10人を羊飼いに変装させて放ち、サムニウム軍がアプリア（プッリャ州）にあるローマの同盟市ルケリア（ルチェーラ）攻撃に向かっているという偽の情報を流させた。虚報を信じたカルウィヌスとアルビヌスはルケリア救援を決め、現地に急行するために海沿いの道ではなくアペニン山脈中のカウディウムの峡谷を通る道を選んだ。

## 経緯
カウディウムは山に囲まれた狭い平地で二つの隘路しか出口が無かった。サムニウム軍は木や岩で平地の出口にバリケードを築いて塞ぎ、ローマ軍を待ち受けた。カウディウムに入り込んだローマ軍は偵察兵を先行させておらず、バリケードを見て急いで引き返したが、その時はもう一方の隘路もサムニウム軍によって塞がれていた。ローマ軍は退路を塞がれ、周囲は敵軍に囲まれてしまったので、サムニウム兵の嘲りの中で堅固なローマ式の宿営地（カストラ）を築くしかなかった。
リウィウスによると、ポンティウスは包囲したローマ兵が予想以上に多かったため処置に困り、引退していた父ヘレンニウスに使いを送り助言を求めた。ヘレンニウスはローマ兵を直ちに解放するよう忠告したが、ポンティウスはこれを拒否した。すると今度はヘレンニウスはローマ兵を皆殺しにするように勧めた。あまりに矛盾する内容に父がぼけてしまったと思ったポンティウスだが、とりあえず父をカウディウムまで呼び出すと、ヘレンニウスは「無条件で解放すれば平和とローマとの友好関係をもたらすだろう。でなければ皆殺しにするがよい。そうすれば二つの軍団を失ったローマは、数年間立ち直れなくなるだろう」と述べた。ポンティウスは、条件付き降伏勧告という「中間の選択肢」は無いのかと聞いたが、ヘレンニウスは「それは愚行だ。ローマに恥辱を与えれば必ず復讐してくる」と諫めた。しかし結局ポンティウスは父の忠告が気に入らず、ローマに対してサムニウム領からの撤兵とローマ植民市（コロニア）の撤収を条件に降伏を求めることにした。
ローマ軍は宿営地を築いたものの水の手を絶たれるという絶望的な状況で、執政官たちに降伏を受け入れる以外の道は無かった。ローマ軍は武装解除されトニカ（チュニック）のみの半裸状態にされた上で、サムニウム兵の罵声の中を屈辱の象徴であるくびきの下を一人ひとり屈んでくぐらされた。ギリシャの歴史家アッピアノスによると、ポンティウスは地面にローマ兵の槍を2本突き刺し、その上にもう1本槍を横にわたして即席のくびきとしたとされる。2人の執政官を先頭にローマ兵は武装したサムニウム兵の槍の穂先の間を歩かされ、中には傷つけられ命を落とした者もいた。 更に、600人の騎兵（エクィテス）が人質としてサムニウムに抑留された。

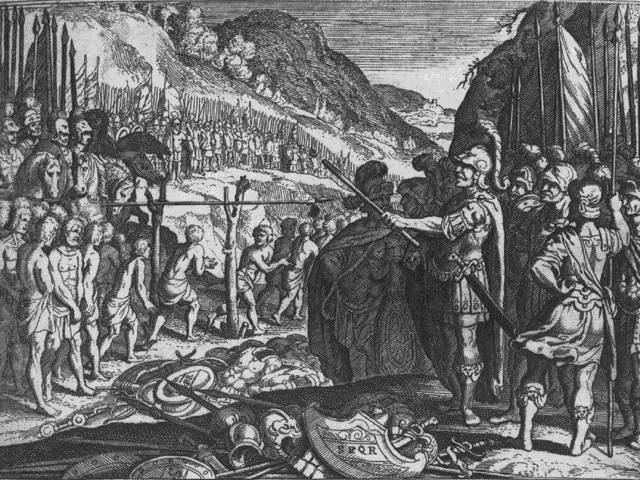
くびきの下をくぐるローマ兵たち

## 戦後
ローマはサムニウム側が提示した停戦を拒否し、カウディウムの屈辱に報復するためにサムニウムに侵攻し何度かサムニウム軍を破った。しかし、紀元前315年にラウトゥラエの戦いでローマ軍は再びサムニウム軍に敗れ、カンパニアにおけるローマへの支持が揺らぐことになる。ポンティウスはカウディウムの戦いの数年後にローマに敗れて捕らわれ、処刑されたと伝えられている。